# Об'єднання митців-українців в Америці
Об'єднання Мистців Українців в Америці, ОМУА (англ. Ukrainian Artist's Association in USA) — організація українських митців на теренах Сполучених Штатів Америки.

## Історія створення
Організація з центром у Нью-Йорку заснована 10 травня 1952 року на З'їзді українських митців зі США, який був скликаний за ініціативою «Об'єднання українських митців Нью-Йорку і околиці». З'їзд відбувся в Літературно-мистецькому клубі (ЛМК) Нью-Йорку. Делегатами З'їзду стали митці першої еміграції та новопоселенці, представники локальних українських мистецьких груп з Філадельфії та Сан-Франциско; письмові привітання передали митці з Міннесоти, які не змогли особисто прибути на З'їзд.
До Головної управи ОМУА на зборах обрано: голова — Литвиненко Сергій; заступники голови — Січинський Володимир, Гординський Святослав; секретар — Шавес Оксана; скарбник — Поливода Іван; члени управи — Холодний Петро, Радиш Мирослав, Черешньовський Михайло, Андрусів Петро, Кучмак Іван; контрольна комісія — Бутович Микола, Горняткевич Дем'ян, Малюца Антін; товариський суд — Шухевич Ірина, Мороз Михайло, Кравчук Михайло.
Почесне членство в Управі Об'єднання отримав професор Олександр Архипенко та почесні членства Об'єднання — професори Василь Кричевський і Олекса Грищенко.
«Об'єднання Українських Мистців Нью-Йорку і околиці» стало відділом ОМУА.

## Цілі та завдання
- об'єднання митців-українців на теренах США
- висвітлення мистецькими засобами цінностей української духовності, ментальності не тільки в межах українського суспільства в еміграції, а й назовні
- культурно-громадське піклування здобутками, що вже існують
- мистецькі студії з українським педагогічним складом для молоді
- створення колегіальних робочих студій для митців
- в міру можливості матеріальна допомога колегам (з цією метою в 1954 році створений Допомоговий фонд[1])

## Мистецька діяльність
Об'єднання проводить щорічні збірні виставки українських митців, персональні виставки, на яких були репрезентовані не тільки українські автори із США, але й діячі українського мистецтва з Аргентини, Венесуели, Франції та Канади. Представлені твори з малярства, скульптури, графіки тощо.
1963 року Петро Мегик накладом відділу ОМУА у Філадельфії розпочав видавати художній журнал «Нотатки з Мистецтва» (англ. Ukrainian Art Digest), який виходив щорічно до 1991 року. Включав статті про історію українського мистецтва, біографії українських митців, рецензії виставок і мистецьких видань.

## Відділення
Збори та виставки Об'єднання Мистців Українців в Америці проводить в тісній співпраці з Літературно-мистецьким клубом:
- ЛМК Нью-Йорк (149 2nd Ave., New York, N.Y.) був заснований у листопаді 1949 року. Скульптор Сергій Литвиненко, один із засновників та на той час — голова Клубу, 1955 року так описав діяльність ЛМК: «Клюб є досі єдиною великою організацією що об'єднала всіх мистців усіх ділянок мистецтва, без різниці їх політичного, релігійного, чи мистецького вірую. Він став середовищем де витворюється опінія в справах української духової культури та порогом, через який переходить кожний новоприбулий до Ню Йорку український мистець»[6].
- ЛМК Філадельфія (866 N. 7th St., Philadelphia, Pa). Згодом філадельфійське відділення розташовувалось у власному будинку за адресою: 2322 Poplar Street, Philadelphia, PA 19130, USA.
- ЛМК Детройт (12001 Lumjkin St., Detroit 12, Mich).